# 曼德拉 (电影)
《曼德拉：漫漫自由路》（英語：Mandela: Long Walk to Freedom）是一部贾斯汀·查德威克执导的传记片，威廉·尼克森编剧。根据南非反种族隔离运动领导人、前南非总统纳尔逊·曼德拉1994年的自传《漫漫自由路》改编而成。電影由伊德瑞斯·艾尔巴、娜奥米·哈里斯主演，於2013年9月的第38届多伦多国际电影节首映。

## 剧情
講述南非前總統納爾遜·曼德拉的成長歷程，包括青年時期以及在監獄中度過的27年艱苦生活。之後，他成為了南非總統，重建被種族隔離摧殘的國家。

## 角色
- 伊卓瑞斯·艾巴 飾 纳尔逊·曼德拉
- 娜奥米·哈里斯 飾 溫妮·馬迪基澤拉-曼德拉，曼德拉的第一任妻子
- 東尼·戈羅格（英语：Tony Kgoroge） 飾 華特·西蘇魯（英语：Walter Sisulu），南非反種族隔離運動家、非洲人國民大會成員
- 緹莉·費托（英语：Terry Pheto） 飾 伊芙琳·梅斯，曼德拉的第二任妻子

## 製作
製片人阿南特·辛格在二十年前在獄中採訪了曼德拉，便決定製作這部電影。曼德拉的自傳《漫漫自由路》出版後，辛格獲得了電影改編權，這段過程歷經了十六年才完成。曼德拉的演員伊卓瑞斯·艾巴甚至前往囚禁曼德拉多年的南非羅德島，在羅德島監獄中過夜以揣摩角色。
電影的主題曲《Ordinary Love》為U2樂團所創作，他們表示：「曼德拉改變了我們的生活，讓我們認識到愛比恨更有效，如果你們還不瞭解他，應該都去看看這個電影。」

## 發行
《曼德拉：漫漫自由路》於2013年9月7日在多倫多國際電影節上舉行全球首映。2013年11月28日在南非上映，2014年1月3日在英國上映，分別是曼德拉去世前一周和一個月後。美國於2013年聖誕節正式上映。

## 評價
爛番茄的142則評論中，好評率為61%，平均評分為 6.21/10，其中伊卓瑞斯·艾巴的演出深受讚譽。Metacritic的32位評論家中，電影的平均得分為60分（滿分100分），評價「褒貶不一」。影院評分的觀眾調查顯示，本片在A+到F的評分量尺中獲得了「A+」的罕見平均分數。
《綜藝》雜誌的史考特·方達斯批評電影「可以重筆描寫時別選擇輕描淡寫」，不過也誇獎了伊卓瑞斯·艾巴「表演出眾，經得起時代考驗的曼德拉演繹」。《今日美國》的克勞蒂亞·普伊格同意艾巴的演技鏗鏘有力，但覺得這部電影沒有那麼強，並說：「這部電影嚴肅又有野心，卻塞入了太多納爾遜·曼德拉漫長的一生中為了結束南非的種族隔離制度壓迫而做的努力。但是，主演的才華賦予了它分量，尤其是伊卓瑞斯·艾巴飾演曼德拉的制霸演出。」Film.com的喬丹·霍夫曼也給出了褒貶不一的評價：「《曼德拉：漫漫自由路》原本能成功上籃才對。緩慢的燃燒導向了最終勝利，演講動人、伊卓瑞斯·艾巴對不公正現象的憤怒、世界因為一個人的犧牲而更好。然而，即使這聽起來瘋狂又不敬，但比起這部照本宣科的影片，你會從伊卓瑞斯·艾巴在《環太平洋》中挽救世界末日的愚蠢演講中得到更多感動。」
不過，《滾石》的彼得·特拉弗斯給了這部電影偏向正面的評價，得到了2.5/4顆星，主要的好評在於演員的表演。

## 歷史事實
倫敦國王學院的世界歷史講者文森特·希里巴倫在為BBC歷史雜誌的網站《額外歷史》評論這部電影時指出：「（本片）清晰描繪了曼德拉對種族隔離時代的理解，或者說，至少他想讓我們知道的事。這部電影根據曼德拉自己的話改編，而不是根據曼德拉的人生，因此對曼德拉自傳的批評也可以針對這部電影。」

## 獎項
- 第71届金球奖最佳原创歌曲奖：獲獎[22]
- 第67届英国电影学院奖最佳英国電影獎：提名[23]
- 第86届奥斯卡金像奖最佳原创歌曲獎：提名[24]

## 外部連結
- 互联网电影数据库（IMDb）上《曼德拉》的资料（英文）
- Mandela: Long Walk to Freedom （页面存档备份，存于）